# Kostěnice
Kostěnice (en allemand : Kostenitz) est une commune du district et de la région de Pardubice, en République tchèque. Sa population s'élevait à 574 habitants en 2024.

## Géographie
Kostěnice se trouve à 10 km à l'est-sud-est de Pardubice, à 24 km au sud-sud-est de Hradec Králové et à 106 km à l'est de Prague.
La commune est limitée par Dašice au nord, par Moravany et Bořice à l'est, par Dvakačovice au sud et par Úhřetická Lhota et Pardubice à l'ouest.

## Histoire
La première mention écrite du village date de 1398.

## Galerie

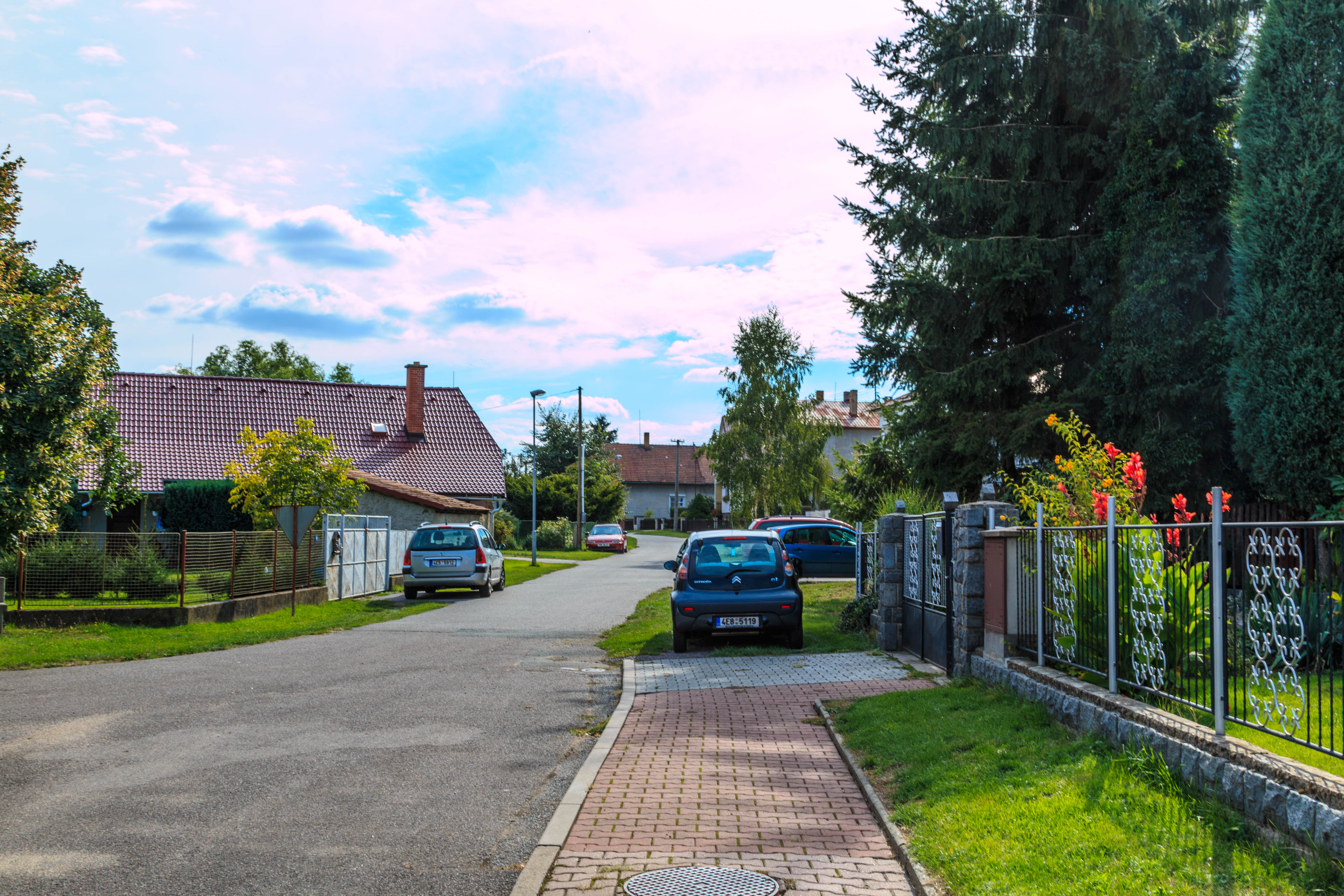
Une rue de Kostěnice.
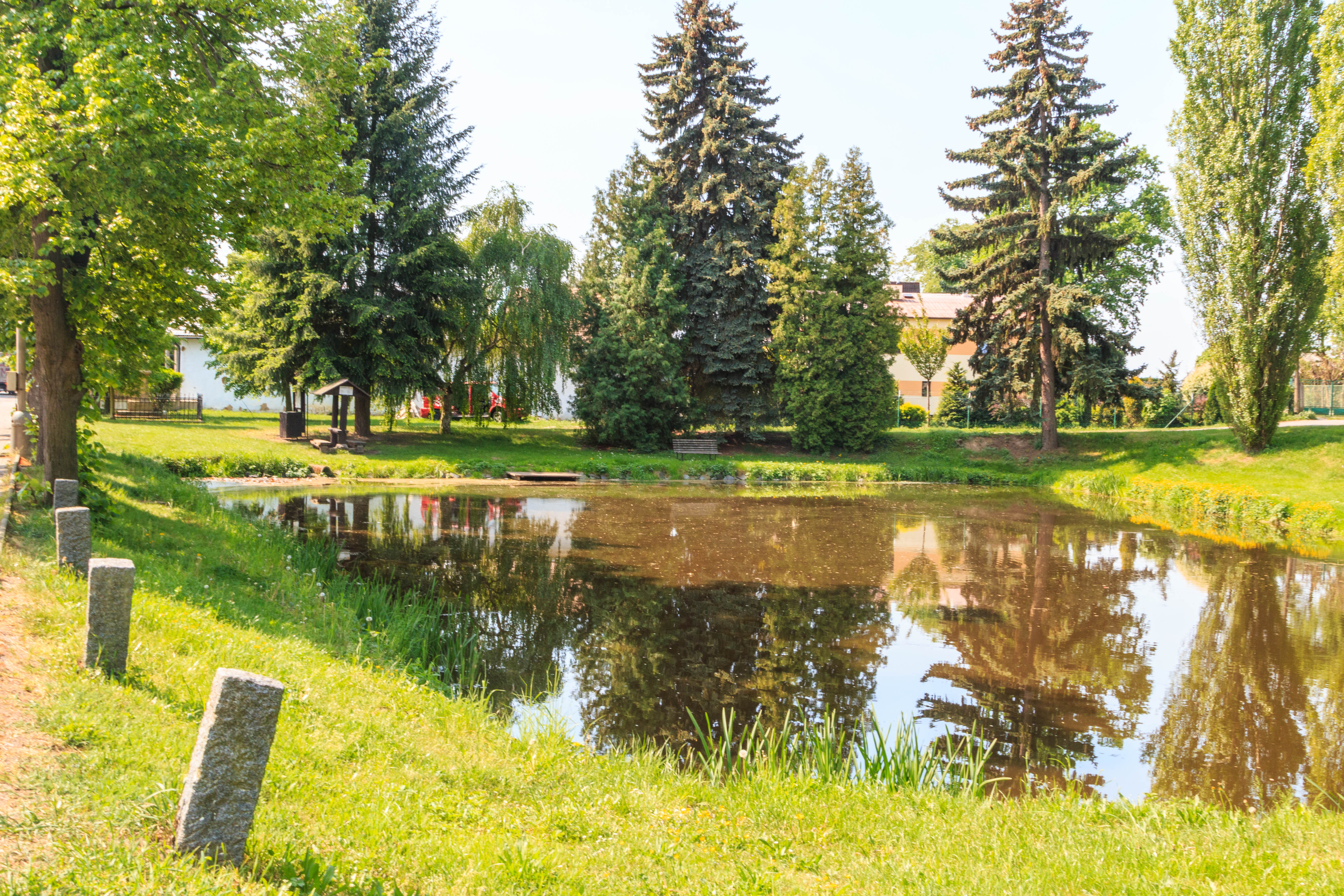
Étang à Kostěnice.

## Transports
Par la route, Kostěnice se trouve à 12 km de Holice, à 12 km de Pardubice et à 126 km de Prague. 